# Benjamin David
Pour les articles homonymes, voir David (patronyme).
Benjamin David, né le 2 février 1994 au Mans, est un rameur d'aviron français.

## Carrière
Il remporte la médaille de bronze en quatre de couple poids légers aux Championnats d'Europe d'aviron 2019 à Lucerne avec Léo Grandsire, Hugo Beurey et Ferdinand Ludwig ainsi que la médaille d'argent aux Championnats d'Europe d'aviron 2021 à Varèse avec Baptiste Savaete, Victor Marcelot et Ferdinand Ludwig.

## Palmarès
- 2019 à Lucerne,  Suisse
  -  Médaille de bronze en quatre de couple poids légers
- 2021 à Varèse,  Italie
  -  Médaille d'argent en quatre de couple poids légers